# Canton de Rougemont-le-Château
Le canton de Rougemont-le-Château est une ancienne division administrative française, située dans le département du Territoire de Belfort et la région Franche-Comté.
Il s'étendait au pied du massif des Vosges, aux confins de l'Alsace et de la Franche-Comté.

## Histoire
Le canton est constitué en regroupant les villages francophones de Leval (Territoire de Belfort), Petitefontaine, Romagny-sous-Rougemont et Rougemont-le-Château qui, en conséquence du traité de Francfort signé le 10 mai 1871, sont détachés du canton de Masevaux et maintenus en France. Ce nouveau canton est à l'époque le moins peuplé de France avec 2 681 habitants au recensement de 1881.
Le canton est ensuite élargi en 1984, en lui adjoignant quatre communes détachées du canton de Giromagny (Anjoutey, Bourg-sous-Châtelet, Étueffont et Lamadeleine-Val-des-Anges), et trois communes détachées du canton de Fontaine (Felon, Lachapelle-sous-Rougemont et Saint-Germain-le-Châtelet).

## Composition
Le canton de Rougemont-le-Château comprenait 11 les communes de Anjoutey (A), Bourg-sous-Châtelet (B), Étueffont (Et), Felon (F), Lachapelle-sous-Rougemont (LC), Lamadeleine-Val-des-Anges (LM), Leval (Le), Petitefontaine (P), Romagny-sous-Rougemont (R), Rougemont-le-Château (R-l-C) (chef-lieu) et Saint-Germain-le-Châtelet (SG).
| Nom                              | Code Insee | Intercommunalité     | Superficie (km2) | Population (dernière pop. légale) | Densité (hab./km2) |
| -------------------------------- | ---------- | -------------------- | ---------------- | --------------------------------- | ------------------ |
| Rougemont-le-Château (chef-lieu) | 90089      | CC des Vosges du Sud | 16,64            | 1 438 (2014)                      | 86                 |
| Anjoutey                         | 90003      | CC des Vosges du Sud | 7,69             | 625 (2014)                        | 81                 |
| Bourg-sous-Châtelet              | 90016      | CC des Vosges du Sud | 0,84             | 112 (2014)                        | 133                |
| Étueffont                        | 90041      | CC des Vosges du Sud | 12,53            | 1 479 (2014)                      | 118                |
| Felon                            | 90044      | CC des Vosges du Sud | 4,11             | 246 (2014)                        | 60                 |
| Lachapelle-sous-Rougemont        | 90058      | CC des Vosges du Sud | 4,89             | 605 (2014)                        | 124                |
| Lamadeleine-Val-des-Anges        | 90061      | CC des Vosges du Sud | 6,52             | 38 (2014)                         | 5,8                |
| Leval                            | 90066      | CC des Vosges du Sud | 6,00             | 252 (2014)                        | 42                 |
| Petitefontaine                   | 90078      | CC des Vosges du Sud | 3,13             | 192 (2014)                        | 61                 |
| Romagny-sous-Rougemont           | 90086      | CC des Vosges du Sud | 2,47             | 205 (2014)                        | 83                 |
| Saint-Germain-le-Châtelet        | 90091      | CC des Vosges du Sud | 3,36             | 638 (2014)                        | 190                |

## Représentation
| Période | Période | Identité             | Étiquette    | Qualité |
| ------- | ------- | -------------------- | ------------ | --- |
| 1871    | 1889    | Émile Keller         | Monarchiste  | Député du Haut-Rhin (1869-1870) Député de Seine-et-Oise (1871-1876) Député du Territoire de Belfort (1876-1881) Propriétaire à Saint-Nicolas-près-Rougemont |
| 1889    | 1925    | Gaston Erhard        | URD          | Industriel, maire de Rougemont-le-Château Président du Conseil Général (partie française du Haut-Rhin)                                                      |
| 1925    | 1930    | Edouard Bardin       | Rad.         | Négociant à Rougemont-le-Château |
| 1931    | 1940    | Auguste Perrot       | URD-PSF      | Industriel Maire de Rougemont-le-Château (1920-1929) Nommé membre de la Commission administrative départementale en 1941                                    |
|         |         |                      |              | |
| 1943    | 1945    | Victor Donzé         |              | Maire de Rougemont-le-Château Nommé conseiller départemental en 1943                                                                                        |
|         |         |                      |              | |
| 1945    | 1973    | Paul Robert          | MRP puis UDR | Médecin - Député (1968-1973) Président du Conseil Général Maire de Rougemont-le-Château (1947-1971)                                                         |
| 1976    | 1982    | Jean-François Bailly | RPR          | Maire de Rougemont-le-Château (1983-1995) |
| 1982    | 2008    | François Dupont      | PS puis MDC  | Médecin généraliste Conseiller municipal de Lachapelle-sous-Rougemont                                                                                       |
| 2008    | 2015    | Didier Vallverdu     | UMP          | Maire de Rougemont-le-Château Professeur de Mathématiques au collège.                                                                                       |